# Олгина
О́лгина (О́льгина) (эст. Olgina) — посёлок, расположенный в муниципалитете Нарва-Йыэсуу уезда Ида-Вирумаа, Эстония.
До административной реформы местных самоуправлений Эстонии 2017 года входил в состав волости Вайвара.

## География
Граничит с городом Нарва. Высота над уровнем моря — 23 метра.

## Население
По данным переписи населения 2011 года в посёлке проживали 459 человек, из них 37 (8,1 %) — эстонцы.
Динамика численности населения посёлка Олгина:
| Год     | 2000 | 2011  | 2017  | 2018  | 2019  |
| ------- | ---- | ----- | ----- | ----- | ----- |
| Жителей | 544  | ↘ 459 | ↗ 546 | ↘ 515 | ↘ 501 |

## История
На месте Олгина в 1499 году находилась деревня Тундеркюла (Tunderküla), которая позже стала частью мызы Олгина. В 1700 году этот регион стал местом одного из самых больших сражений Северной войны, в котором и шведы, и русские потеряли тысячи солдат.
Современный посёлок возник недалеко от деревни Олгино, полностью разрушенной в годы Второй мировой войны. В советское время здесь находилась центральная усадьба совхоза «Нарва».

## Инфраструктура
В посёлке есть детский сад с эстонским языком обучения, библиотека и народный дом. Работает гостевой дом «Мыза Вана-Ольгина» (“Vana Olgina Mõis”), который также имеет кемпинги и площадку для остановки авто-караванов. Жители проживают как в частных, так и в 3-4-этажных многоквартирных домах.